# 拉辜亞威
拉辜亞威（達悟語：Rakoawey），是台灣達悟族和菲律賓伊萬特人傳說中的巨鷹，身形大到甚至可以將人整個抓起來。

## 簡述
傳說中，拉辜亞威是從樹木裡誕生的，牠們有著一雙白色的翅膀和黑色的腳，平常喜歡棲息在臺東龍眼上，而鐵色樹是牠們的保護者。牠們不僅身形大到可以抓起人或家畜、毛皮還很厚，用普通的武器根本傷不到牠們，過去達悟族人還會用牠們來恐嚇不聽話的小孩；另外也有說法認為拉辜亞威能夠化為人形，像是巴丹群島中的Itbatyat島上就流傳著有對由拉辜亞威變成的男女互相愛慕，但因為牠們同為蓮霧樹中出生，所以他們必須把樹連根拔除才能結婚，另外，朗島部落裡也流傳著拉辜亞威抓走婦女，並且被前來救援的丈夫殺害的傳說，其中的情節大致上跟山藥怪物雷同，只是主角從山藥怪物變成拉辜亞威、地點也變成巴丹島。

## 現代研究
在族人的傳統觀念中，不同的樹木是不同鳥類的守護者或衣食父母，而不同的鳥類彼此間是親戚關係，而由拉辜亞威變成的男女需要清除樹木才能結婚的傳說，可能是反映出一個大家族內的遠親男女在堅守亂倫禁忌的長輩下，需要等到長輩去世後才能再一起的難處；另外，拉辜亞威棲息的台東龍眼在蘭嶼被稱為「acai」、在巴丹島和阿美族族群裡則被稱為「kowawey」，跟拉辜亞威的名字相當接近，很有可能過去的某個時期，確實存在某種被叫做拉辜亞威的鳥。

## 其他傳說
達悟族傳說中另有一隻巨鷹「槓槓」（Kangkang），牠平常盤踞在小蘭嶼的do seb凹地，同樣大的可以抓走人或動物而被族人所害怕，雖然Itbatyat島同樣有這個詞彙，不過在當地居民的觀念中是一種跟雞一樣大的鳥；另外，番杏在達悟族語裡被稱為「tamek no kangkang」（大鳥的草），可能跟槓槓有甚麼關聯。